# Mia Malkova
Mia Malkova (Palm Springs, 1 de juliol de 1992) és una actriu porno estatunidenca, una de les més reconegudes del món.

## Carrera
Mia Malkova va entrar a la indústria del cinema per a adults per l'actriu porno Malkova Natasha, la qual era una amiga de la seva escola. Està representada pels models de l'agència de Matrix.
Va ser la "Treat Twistys del Mes" al desembre de 2012 i el 2013 "Twistys Treat of the Year". Va triar el nom Mia Malkova perquè sonava com a Rus. Indica en una entrevista que sentia que era un nom més atractiu com el d'una supermodel Europea. Malgrat això, també ha realitzat amb altres pseudònims.
El juny de 2014, el fabricant de joguines sexuals Doc Johnson va anunciar que es llançaria un nou producte basat en un motlle de l'anatomia de Malkova.

## Vida personal
Malkova té un germà, amb el nom artístic de Justin Hunt, qui també treballa en la indústria del porno.

## Premis i nominacions
| Any  | Cerimònia        | Resultat   | Premi                                                              | Treball                    |
| ---- | ---------------- | ---------- | ------------------------------------------------------------------ | -------------------------- |
| 2013 | Galaxy Award     | Guanyadora | Millor B/G Escena (amb Johnny Castle)                              | My Dad's Hot Girlfriend 18 |
| 2013 | NightMoves Award | nominada   | Millor Actriu Revelació                                            |                            |
| 2013 | Orgazmik Award   | Guanyadora | Millor Eyecatcher                                                  |                            |
| 2013 | Sex Award        | nominada   | La nova noia més calenta (finalista)                               |                            |
| 2014 | Premis AVN       | Guanyadora | Millor Escena de Sexe en grup (amb Gracie Glam & Raven Rockette)   | Meow! 3                    |
| 2014 | Premis AVN       | nominada   | Millor escena de sexe (amb Manuel Ferrara)                         | Cuties 4                   |
| 2014 | Premis AVN       | nominada   | Millor escena de sexe (amb Jessie Andrews)                         | Girl Crush 3               |
| 2014 | Premis AVN       | Guanyadora | Millor Actriu Revelació                                            |                            |
| 2014 | Premis AVN       | nominada   | Millor Escena de Sexe Oral                                         | Swallow This 30            |
| 2014 | Premis AVN       | nominada   | Millor Escena de Sexe Oral                                         | All Natural Glamur Sols 3  |
| 2014 | Premis AVN       | nominada   | Millor escena de sexe – B/B/G (amb Ramón Nomar i Mick Blue)        | Mia                        |
| 2014 | XBIZ Award       | nominada   | Millor Actriu Revelació                                            |                            |
| 2014 | XBIZ Award       | nominada   | Millor escena - Característica per no estrena (amb Danny Mountain) | Eternal Passion            |
| 2014 | XBIZ Award       | nominada   | Millor escena - Pures Noies (amb Malena Morgan)                    | We Live Together 29        |
| 2014 | Premis XRCO      | nominada   | Nova Starlet                                                       |                            |
| 2014 | Premis XRCO      | Guanyadora | Somni de crema                                                     |                            |
| 2017 | XBIZ Award       | Guanyadora | Millor Actriu - Llargmetratge                                      | The Preacher's Daughter    |
| 2019 | Pornhub Award    | Guanyadora | Blowjob Queen - Millor intèrpret de mamada                         |                            |